# Charles Wilson (compositor)
Charles Mills Wilson (n. Toronto, 8 de maio de 1931) é um compositor, regente de coro e educador musical canadense. Começou a estudar piano aos seis anos de idade, com Wilfred Powell, passando posteriormente para o órgão, com Charles Peaker. Estudou composição com Godfrey Ridout, na Universidade de Toronto, obtendo sua graduação em Música no ano de 1952, e um doutorado em Composição Musical em 1956. Ainda na Universidade de Toronto, Wilson estudou no Berkshire Music Center, em Tanglewood, durante os verões, com compositores de relevo, como Lukas Foss, Aaron Copland e Carlos Chávez. Interessou-se por música coral, e passou boa parte de seu tempo estudando a regência de coros. Em 1953 passou a lecionar teoria musical, e reger o coro universitário da Universidade de Saskatchewan, ao mesmo tempo em que finalizava sua tese/composição doutoral, Sinfonia em lá. De 1954 a 1964 foi organista e mestre-de-coro da Chalmer United Church, em Guelph, Ontario. Lá, fundou a Guelph Light Opera and Oratorio Company (posteriormente Guelph Opera and Concert Singers) em 1955, regendo concertos ali até 1974. Durante estes anos regeu diversos coros e conjuntos musicais, ensinando em escolas na região de Guelph e atuando como supervisor musical das escolas públicas da prefeitura do município. Também regeu o Bach-Elgar Choir, de Hamilton, de 1962 a 1974, e foi regente do coro da Canadian Opera Company, de 1973 a 1981. Em 1979 foi indicado à Universidade de Guelph, onde veio a se tornar compositor-residente, e diretor do estúdio de música eletrônica. Aposentou-se em 1994.